# Истмийский конгресс
Истмийский или Коринфский конгресс (481 г. до н. э.) — конгресс 30 древнегреческих государств, на котором было принято решение сообща отражать предстоящее вторжение персов. Конгресс состоялся на Истмийском перешейке.
На этом конгрессе было решено создать военный союз, который был назван Эллинским. Ядром коалиции послужил Пелопоннесский союз. Также было решено прекратить все войны между грекам, в том числе войну Афин и Эгины. В греческие колонии были отправлены посольства с просьбой о помощи. Технически выполнить постановления общегреческого конгресса было сложно в связи с разрозненностью древних греков, враждебностью между ними и междоусобными войнами.В данном союзе наибольшей военной мощью обладали Афины и Спарта. При этом спартанцы имели сильное сухопутное войско, а афиняне — морской флот, созданный вследствие проведённых ранее Фемистоклом реформ и нововведений. Коринф и Эгина, другие греческие государства с сильным флотом, отказались передавать его под командование афинян. В качестве компромисса командование над морскими силами было возложено на Спарту и её военачальника Еврибиада.